# Partecipanti al Tour de France 1966
Qui di seguito viene riportato l'elenco dei partecipanti al Tour de France 1966.

## Corridori per squadra
Nota: R ritirato, NP non partito, FT fuori tempo massimo
| Ford France-Hutchinson   | Ford France-Hutchinson   | Ford France-Hutchinson   | Fagor              | Fagor                       | Fagor              | Smith's            | Smith's                | Smith's            |
| ------------------------ | ------------------------ | ------------------------ | ------------------ | --------------------------- | ------------------ | ------------------ | ---------------------- | ------------------ |
| 1                        | Lucien Aimar             | 1º                       | 51                 | Jesús Aranzabal             | 48º                | 101                | Frans Brands           | 33º                |
| 2                        | Jacques Anquetil         | R 19ª                    | 52                 | Mariano Díaz                | 20º                | 102                | Joseph Mathy           | R 11ª              |
| 3                        | Arie den Hartog          | 45º                      | 53                 | José María Errandonea       | 56º                | 103                | Yvo Molenaers          | 81º                |
| 4                        | Vic Denson               | FT 16ª                   | 54                 | Ginés García                | 28º                | 104                | Willy Planckaert       | 40º                |
| 5                        | Pierre Everaert          | FT 16ª                   | 55                 | José Manuel López Rodríguez | 41º                | 105                | Guido Reybrouck        | 53º                |
| 6                        | Michel Grain             | 66º                      | 56                 | Esteban Martín              | 22º                | 106                | Edy Schutz             | 34º                |
| 7                        | Julio Jiménez            | 13º                      | 57                 | Ramón Mendiburu             | 49º                | 107                | Georges Vandenberghe   | 60º                |
| 8                        | Jean Milesi              | 79º                      | 58                 | Luis Otaño                  | 26º                | 108                | Martin Vandenbossche   | 10º                |
| 9                        | Anatole Novak            | FT 16ª                   | 59                 | Domingo Perurena            | 18º                | 109                | Willy Van Den Eynde    | FT 16ª             |
| 10                       | Jean Stablinski          | 61º                      | 60                 | Luis Pedro Santamarina      | 29º                | 110                | Albert Van Vlierberghe | FT 16ª             |
| Kamomé-Dilecta-Dunlop    | Kamomé-Dilecta-Dunlop    | Kamomé-Dilecta-Dunlop    | Filotex-Fiorelli   | Filotex-Fiorelli            | Filotex-Fiorelli   | Solo-Superia       | Solo-Superia           | Solo-Superia       |
| 11                       | Maurice Benet            | 59º                      | 61                 | Franco Bitossi              | 17º                | 111                | Noël Depauw            | FT 16ª             |
| 12                       | Pierre Beuffeuil         | 71º                      | 62                 | Guido Carlesi               | FT 16ª             | 112                | Willy Derboven         | FT 16ª             |
| 13                       | André Darrigade          | 62º                      | 63                 | Vittorio Chiarini           | FT 16ª             | 113                | Armand Desmet          | 27º                |
| 14                       | Jean Dupont              | FT 16ª                   | 64                 | Ugo Colombo                 | 44º                | 114                | Henri Dewolf           | 76º                |
| 15                       | Jean-Claude Lebaube      | R 18ª                    | 65                 | Pasquale Fabbri             | FT 16ª             | 115                | Mathieu Maes           | R 2ª               |
| 16                       | Raymond Lebreton         | FT 16ª                   | 66                 | Guerrando Lenzi             | R 1ª               | 116                | Jean Monteyne          | 67º                |
| 17                       | Alain Le Grèves          | R 5ª                     | 67                 | Paolo Mannucci              | 82º                | 117                | Edward Sels            | 38º                |
| 18                       | Raymond Mastrotto        | 50º                      | 68                 | Marcello Mugnaini           | 5º                 | 118                | Edgard Sorgeloos       | FT 16ª             |
| 19                       | Joseph Novales           | FT 16ª                   | 69                 | Rolando Picchiotti          | FT 2ª              | 119                | Julien Stevens         | FT 16ª             |
| 20                       | Louis Rostollan          | 47º                      | 70                 | Mario Zanchi                | FT 2ª              | 120                | Rik Van Looy           | FT 16ª             |
| Mercier-BP-Hutchinson    | Mercier-BP-Hutchinson    | Mercier-BP-Hutchinson    | KAS-Kaskol         | KAS-Kaskol                  | KAS-Kaskol         | Televizier-Batavus | Televizier-Batavus     | Televizier-Batavus |
| 21                       | Gilbert Bellone          | 78º                      | 71                 | Carlos Echevarría           | 25º                | 121                | Jo de Roo              | R 17ª              |
| 22                       | Jean-Louis Bodin         | FT 16ª                   | 72                 | Sebastián Elorza            | 31º                | 122                | Cees Haast             | 36º                |
| 23                       | Robert Cazala            | 80º                      | 73                 | Francisco Gabica            | 7º                 | 123                | Huub Harings           | FT 16ª             |
| 24                       | Jean-Pierre Genet        | FT 16ª                   | 74                 | Joaquín Galera              | 15º                | 124                | Gerben Karstens        | 46º                |
| 25                       | Henri Guimbard           | FT 16ª                   | 75                 | Antonio Gómez del Moral     | 11º                | 125                | Bas Maliepaard         | FT 2ª              |
| 26                       | Raymond Poulidor         | 3º                       | 76                 | Aurelio González            | 24º                | 126                | Henk Nijdam            | 73º                |
| 27                       | Jozef Spruyt             | FT 16ª                   | 77                 | José Antonio Momeñe         | 4º                 | 127                | Jos van der Vleuten    | 75º                |
| 28                       | Roger Swerts             | 63º                      | 78                 | Gregorio San Miguel         | 37º                | 128                | Leo van Dongen         | FT 16ª             |
| 29                       | Victor Van Schil         | 72º                      | 79                 | Valentín Uriona             | 14º                | 129                | Rik Wouters            | 68º                |
| 30                       | Rolf Wolfshohl           | 39º                      | 80                 | Eusebio Vélez               | R 11ª              | 130                | Huub Zilverberg        | 64º                |
| Pelforth-Sauvage-Lejeune | Pelforth-Sauvage-Lejeune | Pelforth-Sauvage-Lejeune | Mann-Grundig       | Mann-Grundig                | Mann-Grundig       |                    |                        |                    |
| 31                       | Édouard Delberghe        | 58º                      | 81                 | Jozef Boons                 | FT 16ª             |                    |                        |                    |
| 32                       | Julien Delocht           | R 15ª                    | 82                 | Walter Boucquet             | 70º                |                    |                        |                    |
| 33                       | André Foucher            | 43º                      | 83                 | Jan Boonen                  | FT 16ª             |                    |                        |                    |
| 34                       | Georges Groussard        | 30º                      | 84                 | Jan Nolmans                 | FT 2ª              |                    |                        |                    |
| 35                       | Maurice Izier            | 55º                      | 85                 | Jozef Huysmans              | 16º                |                    |                        |                    |
| 36                       | Jan Janssen              | 2º                       | 86                 | Willy In 't Ven             | 74º                |                    |                        |                    |
| 37                       | Jean-Claude Lefebvre     | FT 16ª                   | 87                 | André Messelis              | 52º                |                    |                        |                    |
| 38                       | Roger Milliot            | FT 16ª                   | 88                 | Willy Vannitsen             | R 15ª              |                    |                        |                    |
| 39                       | Willy Monty              | 19º                      | 89                 | Herman Van Springel         | 6º                 |                    |                        |                    |
| 40                       | Johny Schleck            | 35º                      | 90                 | Herman Vrancken             | 65º                |                    |                        |                    |
| Peugeot-BP-Michelin      | Peugeot-BP-Michelin      | Peugeot-BP-Michelin      | Molteni-Hutchinson | Molteni-Hutchinson          | Molteni-Hutchinson |                    |                        |                    |
| 41                       | Ferdinand Bracke         | 32º                      | 91                 | Rudi Altig                  | 12º                |                    |                        |                    |
| 42                       | Raymond Delisle          | 21º                      | 92                 | Willi Altig                 | R 15ª              |                    |                        |                    |
| 43                       | Henri Duez               | 51º                      | 93                 | René Binggeli               | FT 16ª             |                    |                        |                    |
| 44                       | Karl-Heinz Kunde         | 9º                       | 94                 | Ambrogio Colombo            | FT 2ª              |                    |                        |                    |
| 45                       | Désiré Letort            | 57º                      | 95                 | Tommaso De Prà              | FT 16ª             |                    |                        |                    |
| 46                       | Roger Pingeon            | 8º                       | 96                 | Guido De Rosso              | R 17ª              |                    |                        |                    |
| 47                       | Christian Raymond        | 54º                      | 97                 | Giuseppe Fezzardi           | 42º                |                    |                        |                    |
| 48                       | Tom Simpson              | R 17ª                    | 98                 | Giacomo Fornoni             | R 10ª              |                    |                        |                    |
| 49                       | Georges Vanconingsloo    | R 17ª                    | 99                 | Albertus Geldermans         | 69º                |                    |                        |                    |
| 50                       | André Zimmermann         | 23º                      | 100                | Guido Neri                  | 77º                |                    |                        |                    |